# Флорешти (Горж)
Флорешти (рум. Florești) насеље је у Румунији у округу Горж у општини Цанцарени. Oпштина се налази на надморској висини од 142 m.

## Становништво
Према подацима из 2002. године у насељу је живело 3042 становника, од којих су сви румунске националности.